# Paardenzadel
Het paardenzadel (Anomia ephippium) is een tweekleppigensoort uit de familie Anomiidae. De wetenschappelijke naam is gepubliceerd in 1758 door Linnaeus in de tiende editie van Systema naturae.

## Beschrijving
Het paardenzadel leeft vastgehecht aan de zeebodem of andere harde oppervlakken, maar de wijze van aanhechting is bijzonder. Een vertakte steel loopt van de bovenste schelphelft door een gat in de onderste helft en zit vast aan het substraat. Deze soort komt voor in de Atlantische Oceaan en wordt 6 cm lang.

Rechter klep
Linker klep

var. radiata, linker klep

Gele vorm
Oranje vorm
Paarse vorm